# Miss Raisa
Imane Raissali, conocida profesionalmente como Miss Raisa, es una rapera española nacida en Tánger en 1997. Canta en español y catalán, e incluye, de vez en cuando, estrofas en árabe.

## Comienzos y educación
Marroquí de nacimiento, pasó sus primeros años en Tánger y, posteriormente, se mudó con su familia a Tetuán, donde estuvo desde el 2002 hasta el 2005, año en que se mudó a Barcelona. Vivió en el barrio de La Barceloneta desde los 8 hasta los 16 años. A los catorce años, mientras cursaba el instituto, entró en contacto con la cultura hip-hop y compuso su primera canción, titulada "Imy-Z és la mc" (en catalán).Su nombre artístico en sus comienzos era Imy-Z. 
Comenzó a actuar a los 14 años y a los 17 años tuvo una interpretación con la Orquesta Sinfónica de Barcelona, con una fusión entre música clásica y rap. Posteriormente estudió dos años de Comercio Internacional.

## Carrera musical
Su estilo musical destaca por sus letras polémicas y de alto contenido social sobre el racismo, la religión, el género, la libertad de expresión y la integración.
Miss Raisa ha sido cuestionada por llevar velo, aspecto que ha hecho visible en sus canciones (como "Déjalo"). En el verano de 2022, se lo quitó porque ya no se sentía identificada con lo que representaba, entonces fue criticada por la comunidad musulmana y feminista. Para Miss Raisa, el feminismo debe caracterizarse por amparar con derechos y libertades a todas las mujeres, incluidas las musulmanas y racializadas, etc. Ha llegado a recibir amenazas de muerte en las redes sociales, especialmente a raíz de un vídeo que publicó en el que apoyaba a la comunidad LGBT.
En 2022 publica dos libros. Uno es Pondré los colores (Montena) y el otro libro, Porque me da la gana. Una vida contra los prejuicios (Lunwerg Ediciones)

## Premios y reconocimientos
En el año 2021 recibió el premio TikTok de Diversidad e Inclusión. 
En 2022, ganó el premio Premis Continuarà de cultura.